# Omnivium
Omnivium è il terzo album in studio del gruppo musicale tedesco Obscura, pubblicato il 29 marzo 2011 dalla Relapse Records.

## L'album
L'album prosegue sulla falsariga di Cosmogenesis ma, rispetto al precedente, ha anche un sound più ricercato e raffinato: la struttura delle tracce è sempre più tendente al progressive metal.
Il concept alla base dell'album ha come tema fondamentale Clara: or On Nature's Connection to the Spirit World  (Clara. Oder über den Zusammenhang der Natur- mit der Geisterwelt) del filosofo  tedesco Friedrich Schelling.
La pubblicazione è stata anticipata dalla presentazione al pubblico delle tracce Septuagint e, successivamente, Vortex Omnivium come anteprima all'album.
Durante il tour promozionale il bassista Jeroen Paul Thesseling non ha potuto seguire la band per la registrazione degli album di Pestilence e MaYaN, entrambi  usciti nel 2011.

## Tracce
Testi di Steffen Kummerer, musiche degli Obscura.

### Edizione Standard
1. Septuagint – 7:18
2. Vortex Omnivium – 4:14
3. Ocean Gateways – 5:56
4. Euclidean Elements – 4:51
5. Prismal Dawn – 6:20
6. Celestial Spheres – 5:28
7. Velocity – 6:04
8. A Transcendental Serenade – 6:13
9. Aevum – 7:51

### Edizione Giapponese
1. Septuagint – 7:18
2. Vortex Omnivium – 4:14
3. Ocean Gateways – 5:56
4. Euclidean Elements – 4:51
5. Prismal Dawn – 6:20
6. Celestial Spheres – 5:28
7. Velocity – 6:04
8. A Transcendental Serenade – 6:13
9. Reuum – 7:51
10. Concerto (strumentale) – 4:42 – cover dei Cacophony

### Edizione Limitata
1. Septuagint – 7:18
2. Vortex Omnivium – 4:14
3. Ocean Gateways – 5:56
4. Euclidean Elements – 4:51
5. Prismal Dawn – 6:20
6. Celestial Spheres – 5:28
7. Velocity – 6:04
8. A Transcendental Serenade – 6:13
9. Aevum – 7:51
10. Concerto (strumentale) – 4:42 – cover dei Cacophony

## Formazione
- Steffen Kummerer - voce, chitarra
- Christian Muenzner - chitarra
- Jeroen Paul Thesseling - basso, basso fretless
- Hannes Grossmann - batteria

Altri musicisti
- Tommy Talamanca (Sadist) - chitarra (Euclidean Elements)
- Morean (Dark Fortress)  - chitarra (Velocity)